# 裝甲楔形陣

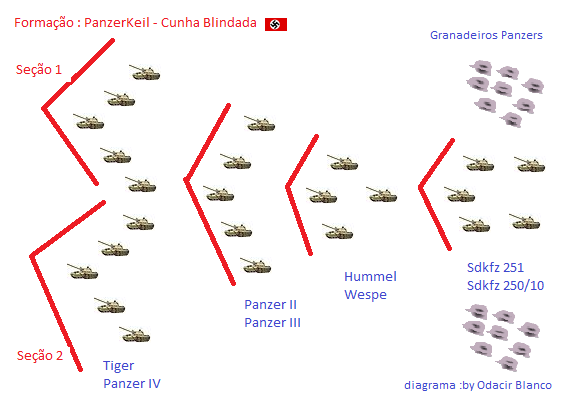

裝甲楔形陣（Panzerkeil）是由第二次世界大戰期間東線戰場的德軍戰鬥群（Kampfgruppe）發展的一種進攻性裝甲戰術，爲應對蘇軍使用的反坦克戰術「戰防砲陣」（Pakfront）。